# Kreis Fier
Der Kreis Fier (albanisch: Rrethi i Fierit) war einer der 36 Verwaltungskreise Albaniens, die im Sommer 2015 nach einer Verwaltungsreform aufgehoben worden sind. Das Gebiet  mit einer Fläche von 785 Quadratkilometern im gleichnamigen Qark hatte 165.356 Einwohner (Volkszählung 2011), wobei die lokale Verwaltung sogar von 263.701 Einwohnern spricht. Benannt wurde der Kreis nach dem Hauptort Fier.

## Geographie

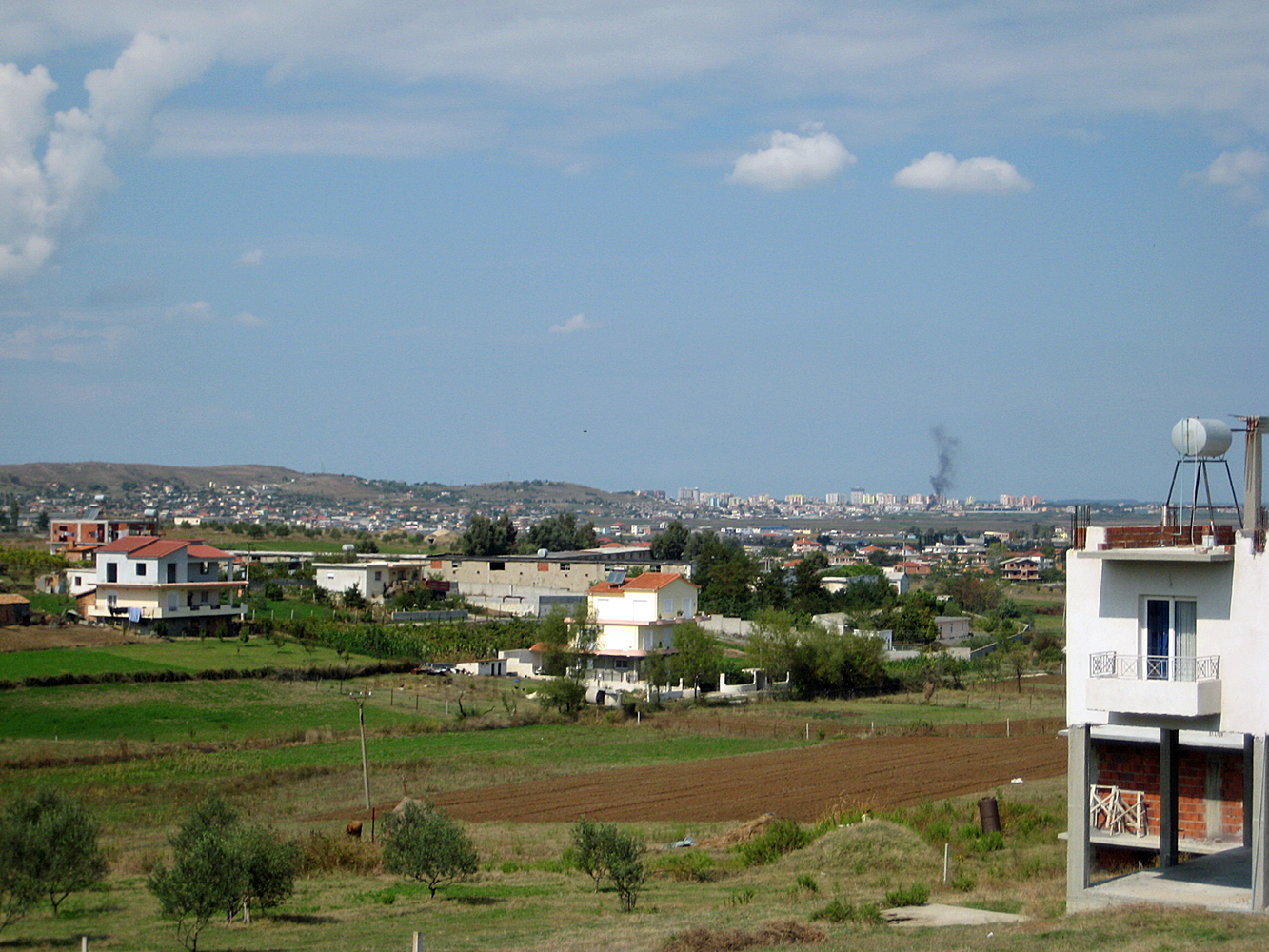
Blick von Patos entlang den Ausläufern der Mallakastra-Hügel nach Fier

Der Kreis liegt im südlicheren Teil der sehr flachen Myzeqe-Ebene. Nur im Südosten geht es in Hügelland über. Die Ebene, nördlich von Fier noch vom Ardenica-Hügel aufgelockert, war früher ein großes Sumpfgebiet.
Mit einer Bevölkerungsdichte von 235 Einwohnern pro Quadratkilometern gehörte der Kreis zu den fünf dichtestbesiedelten Kreisen Albaniens. Nach wie vor lebt ein Großteil der Bevölkerung nicht in Städten. Neben dem Hauptort Fier mit beinahe 60.000 Einwohnern zählen noch Patos (15.000 Einwohner) und Roskovec (5000 Einwohner) zu den größeren Orten des Kreises. In der großen ehemaligen Gemeinde Cakran ganz im Süden des Kreises leben 11.722 Einwohner (Volkszählung 2011).

## Wirtschaft

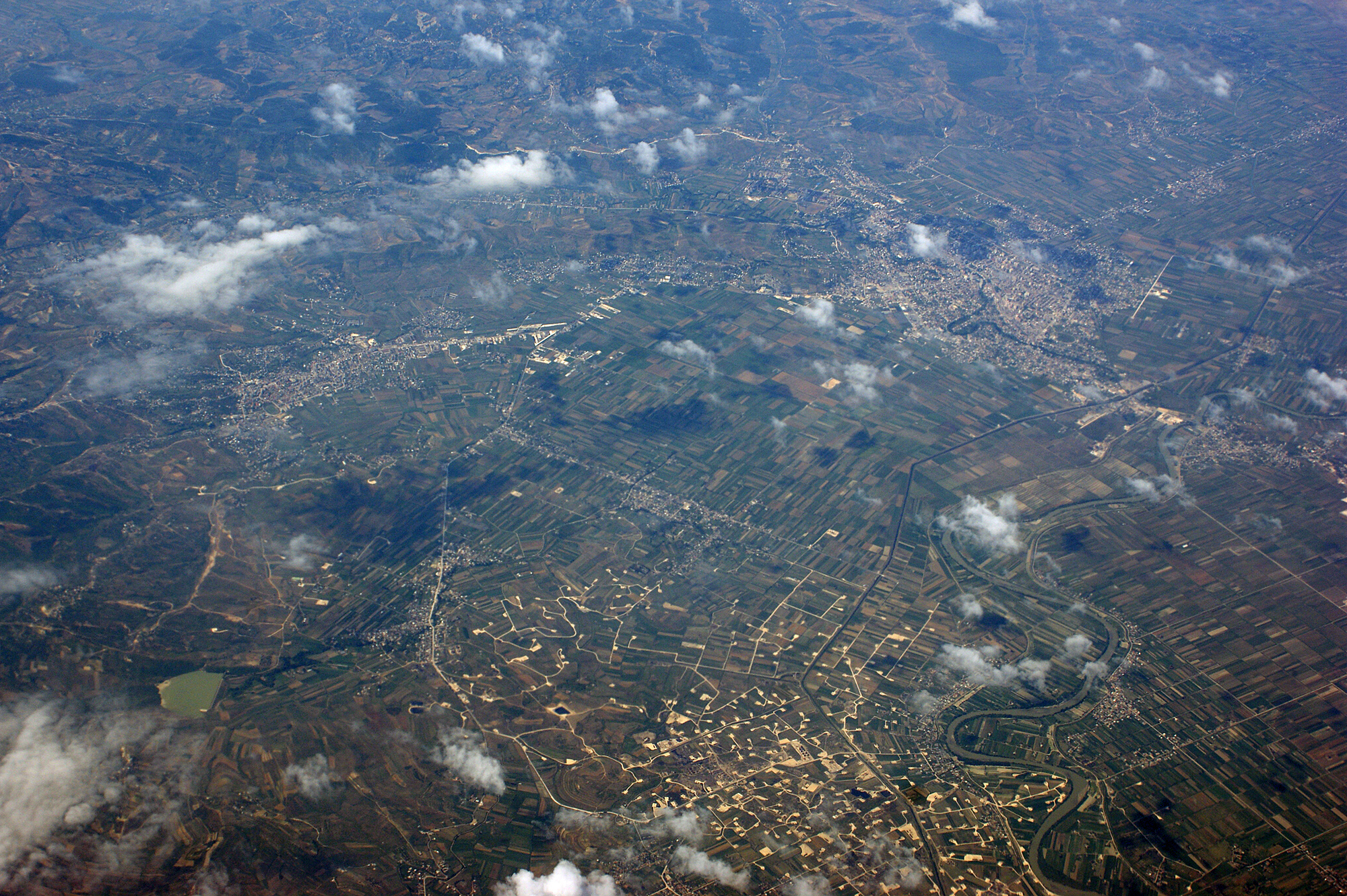
Luftaufnahme des Gebiets um Fier (rechts oben) und Patos (links) mit Ölbohrungen im Vordergrund

Von wirtschaftlicher Bedeutung sind insbesondere die Erdöl-Vorkommen im östlichen Bereich des Kreises Fier. Daneben zählt die Region zu den landwirtschaftlich bedeutenden Gebieten Albaniens.
Touristische und große kulturhistorische Bedeutung haben die Ruinen der antiken Stadt Apollonia. Die Adria-Küste ist noch kaum erschlossen.

## Gemeinden
Das Gebiet des Kreises gehört heute zu den Gemeinden (Bashkia) Fier, Patos und Roskovec.
| Name        | Einwohner (2011) | Gemeindeart | Gehört heute zu |
| ----------- | ---------------- | ----------- | --------------- |
| Fier        | 55.845           | Bashkia     | Fier            |
| Patos       | 15.397           | Bashkia     | Patos           |
| Roskovec    | 4.975            | Bashkia     | Roskovec        |
| Cakran      | 11.722           | Komuna      | Fier            |
| Dermenas    | 7.788            | Komuna      | Fier            |
| Frakull     | 6.820            | Komuna      | Fier            |
| Kuman       | 5.611            | Komuna      | Roskovec        |
| Kurjan      | 3.618            | Komuna      | Roskovec        |
| Levan       | 8.159            | Komuna      | Fier            |
| Libofsha    | 6.149            | Komuna      | Fier            |
| Mbrostar    | 7.460            | Komuna      | Fier            |
| Portëz      | 8.259            | Komuna      | Fier            |
| Qënder Çlir | 4.207            | Komuna      | Fier            |
| Ruzhdija    | 2.326            | Komuna      | Patos           |
| Strum       | 7.538            | Komuna      | Roskovec        |
| Topoja      | 4.246            | Komuna      | Fier            |
| Zharrës     | 5.236            | Komuna      | Patos           |